# Xã Cambria, Quận Cambria, Pennsylvania
Xã Cambria (tiếng Anh: Cambria Township) là một xã thuộc quận Cambria, tiểu bang Pennsylvania, Hoa Kỳ. Năm 2010, dân số của xã này là 6.099 người.